# Мігель Баррейро
Мігель Мануель Франсіско Баррейро (ісп. Miguel Manuel Francisco Barreiro; 5 липня 1789 — 12 травня 1848) — уругвайський політик, губернатор Східної провінції (сучасний Уругвай) у 1815—1817 роках.

## Біографія
Народився в заможній сім'ї. Його батьком був Мануель Хосе Баррейро Камба-і-де-Барбара Бермудес Артігас, дядько Хосе Хервасіо Артігаса. 1811 року долучився до руху за незалежність, ставши секретарем Хосе Артігаса, та супроводжував його під час так званого «Східного виходу», масової еміграції жителів Східної смуги за річку Уругвай після зняття облоги з Монтевідео.
1813 року став секретарем провінційного уряду, а згодом увійшов до складу Конгресу, за результатами роботи якого було ухвалено «Рішення XIII року» про створення Установчих зборів Об'єднаних провінцій у Буенос-Айресі.
У липні 1815 року Артігас відрядив Баррейро до Монтевідео, щоб той замінив Фернандо Оторґуеса на посаді губернатора Східної провінції. Серед іншого Баррейро сприяв Дамасо Антоніо Ларраньязі в організації та відкритті 1816 року Національної бібліотеки.
У серпні 1816 року після початку португальсько-бразильського вторгнення Баррейро взяв на себе обов'язки військового та цивільного командування. Він наказав міському ополченню виступити на допомогу урядовим військам. Однак уже 2 вересня спалахнуло повстання, підбурене передусім нащадками іспанців та людьми, не пов'язаними зі Східною смугою, які не бажали помирати за ідею незалежності Уругваю.
Зазнавши поразки, Баррейро вночі 18 січня 1817 року залишив Монтевідео, а за кілька днів туди тріумфально увійшов Карлос Фредеріко Лекор.
У липні наступного року він потрапив у полон до португальців, які доправили його разом з дружиною назад до Монтевідео. Згодом їх перевели до в'язниці Кабільдо, а ще пізніше — на військовий корабель, що стояв на якорі в затоці. Після звільнення Баррейро відійшов від політики.
Однак події 1825 року змусили Баррейро повернутись до активного політичного життя. В листопаді 1828 року він як представник Колонії став членом Національної установчої та законодавчої асамблеї.
Після проголошення незалежності Східної Держави Уругвай Баррейро був обраний сенатором від  Серро-Ларго. Але вже 1832 року він виступив з підтримкою протестів на чолі з Лавальєхою, за що його відправили у відставку з посади сенатора.
Помер у травні 1848 року в Монтевідео.
1840 року знову був обраний сенатором, але вже від Соріано. 1846 року Баррейро став членом Ради знаті, а наступного року Хоакін Суарес доручив йому очолити міністерства фінансів і закордонних справ. Однак уже за два місяці, 5 липня 1847 року, Баррейро вийшов у відставку й оголосив про свій остаточний вихід з політичного життя країни.